# Tappeto anatolico

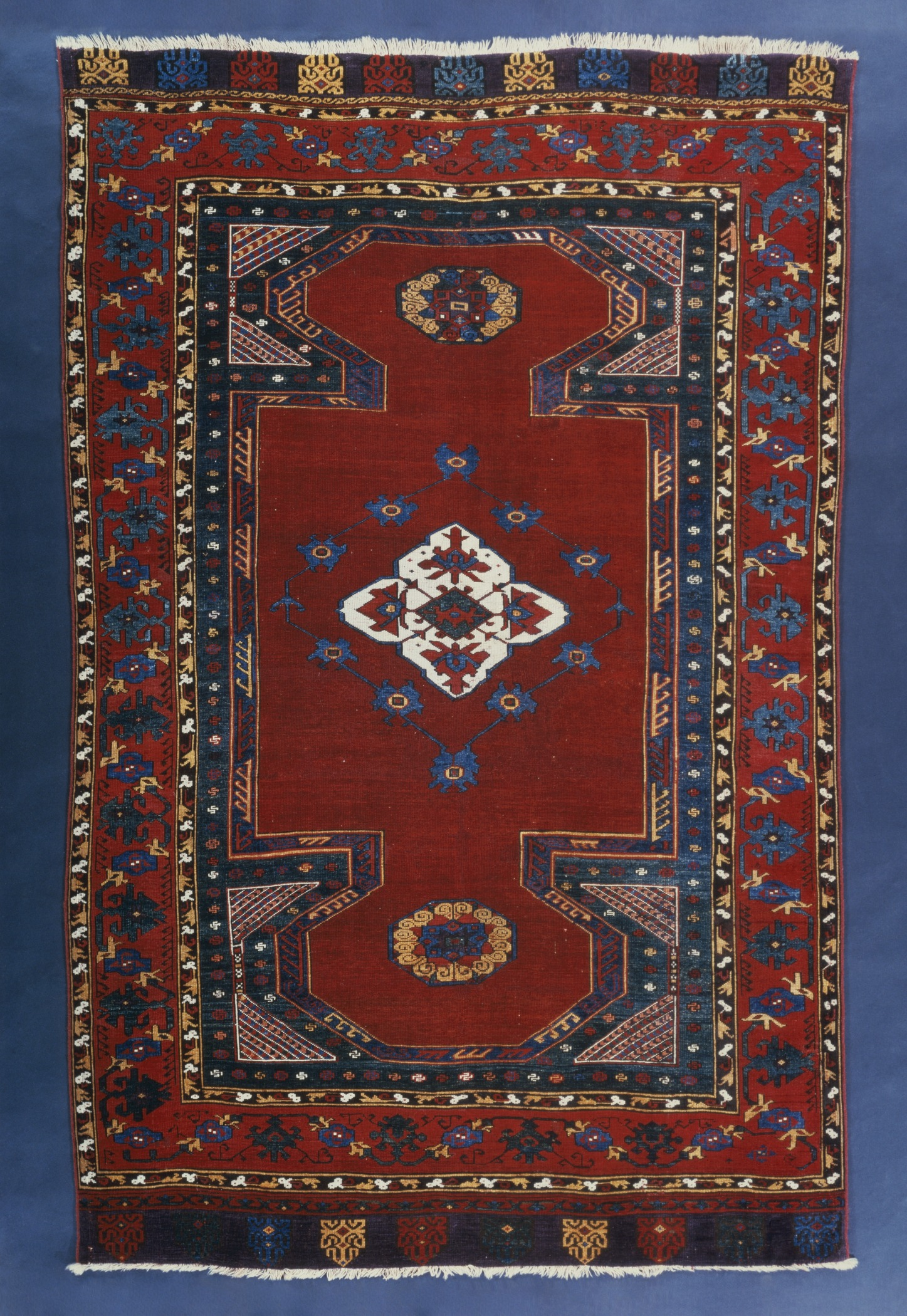
Tappeto anatolico a doppia nicchia, regione di Konya, intorno al 1750-1800. LACMA M.2004.32

Tappeto anatolico è un termine convenzionale, comunemente usato oggi per indicare i tappeti tessuti in Anatolia (o Asia minore) e le sue regioni adiacenti. Geograficamente, la sua area di produzione può essere paragonata ai territori che erano storicamente dominati dall'Impero ottomano. Denota un tessuto a pelo intrecciato, per pavimento o rivestimento murale, che viene prodotto per uso domestico, vendita locale ed esportazione. Insieme ai tessuti piatti (kilim), i tappeti anatolici rappresentano una parte essenziale della cultura regionale, che è ufficialmente intesa come cultura della Turchia, e deriva dal pluralismo etnico, religioso e culturale di uno dei centri più antichi della civiltà umana.
La tessitura dei tappeti rappresenta un mestiere tradizionale che risale alla preistoria. I tappeti sono stati tessuti molto prima di quanto suggerirebbero anche i tappeti più antichi sopravvissuti come il tappeto Pazyryk. Durante la sua lunga storia, l'arte e l'artigianato del tappeto tessuto hanno assorbito e integrato diverse tradizioni culturali. Nei tappeti anatolici si trovano tracce di  disegno bizantino. Popoli turchi migranti dall'Asia centrale, armeni, tribù caucasiche e curde che vivevano o migravano in Anatolia in diversi momenti della storia, vi hanno contribuito con i loro motivi e ornamenti tradizionali. L'arrivo dell'Islam e lo sviluppo dell'arte islamica hanno profondamente influenzato il disegno del tappeto anatolico. I suoi ornamenti e motivi riflettono quindi la storia politica e la diversità sociale dell'area. Tuttavia, la ricerca scientifica non è ancora in grado di attribuire una particolare caratteristica di progettazione a una specifica tradizione etnica o regionale, o addirittura di differenziare tra modelli di progettazione nomade e di villaggio.
All'interno del gruppo dei tappeti orientali, il tappeto anatolico si distingue per le caratteristiche particolari dei suoi coloranti e colori, motivi, trame e tecniche. Gli esempi variano da piccoli cuscini (yastik) a tappeti di grandi dimensioni. I primi esempi sopravvissuti di tappeti anatolici noti oggi risalgono al XIII secolo. Distinti tipi di tappeti sono stati tessuti sin da quando erano fabbricati nelle corti e laboratori provinciali, case di villaggio, insediamenti tribali o nella tenda di un nomade. I tappeti sono stati prodotti simultaneamente a tutti i diversi livelli della società, principalmente usando lana di pecora, cotone e tinture a colori naturali. I tappeti anatolici sono spesso legati con  nodi simmetrici, che erano ampiamente usati nell'area e che i commercianti di tappeti occidentali, all'inizio del XX secolo, chiamarono con il termine "turco" o "Ghiordes". Dal 1870 in poi, la corte ottomana produceva anche tappeti di seta, a volte con fili intrecciati di oro o argento, ma il materiale tradizionale della maggior parte dei tappeti anatolici era lana filata e tinta con colori naturali.
In Europa, i tappeti anatolici erano raffigurati nei dipinti del Rinascimento, spesso in un contesto di prestigio e lusso. I contatti politici e il commercio si intensificarono tra l'Europa occidentale e il mondo islamico dopo il XIII secolo, quando ebbe inizio il commercio diretto con l'Impero ottomano durante il XIV secolo. Tutti i tipi di tappeti furono dapprima attribuiti indiscriminatamente al nome commerciale dei tappeti "turchi", indipendentemente dal loro luogo di produzione reale. Dalla fine del XIX secolo, i tappeti orientali furono oggetto di interesse storico e scientifico-artistico nel mondo occidentale.  La ricchezza e la diversità culturale della tessitura dei tappeti vennero gradualmente comprese. Più recentemente, anche i tappeti a tessitura piatta (Kilim, Soumak, Cicim e Zili) hanno attratto l'interesse di collezionisti e scienziati.
L'arte e l'artigianato del tappeto anatolico subirono gravi cambiamenti con l'introduzione dei coloranti sintetici dall'ultimo terzo del XIX secolo in poi. La produzione in serie di tappeti economici, progettati per il successo commerciale, aveva portato l'antica tradizione vicina all'estinzione. Alla fine del XX secolo, progetti come DOBAG Carpet Initiative hanno riscoperto con successo la tradizione della tessitura di tappeti anatolici usando lana filata a mano, tinte naturali e disegni tradizionali.

## Storia
L'origine della tessitura dei tappeti rimane sconosciuta, poiché i tappeti sono soggetti all'uso, all'usura e alla distruzione da parte di insetti e roditori. La polemica è sorta sulla precisione dell'attribuzione secondo la quali i più antichi tappeti di stoffa piatta (kilim) provengono dagli scavi di Çatalhöyük e sarebbero datati intorno al 7000 a.C. Il resoconto degli scopritori non è facilmente appurabile, visto che afferma che i dipinti murali raffiguranti motivi kilim si erano disintegrati poco dopo la loro esposizione all'aria.
La storia della tessitura di tappeti in Anatolia deve essere compresa nel contesto della storia politica e sociale del paese. L'Anatolia fu la patria di antiche civiltà, come Ittiti, Frigi, Assiri, Persiani, Armeni, Greci e Bizantini. La città di Bisanzio fu fondata nel VII secolo a.C. dai greci, e ricostruita come città romana nel 303 dall'imperatore romano Costantino I. La tessitura dei tappeti era probabilmente già nota in Anatolia durante questo periodo, ma oggi non si conoscono tappeti che possano risalire a quest'epoca. Nel 1071, il Selgiuchide Alp Arslan sconfisse l'imperatore romano Romano IV Diogene a  Manzikert. Questo è considerato come l'inizio dell'ascesa dei Selgiuchidi.

## Gallerie tematiche

### Disegni Asia centrale: fascia a nuvola, sedile di loto, colletto a nuvola

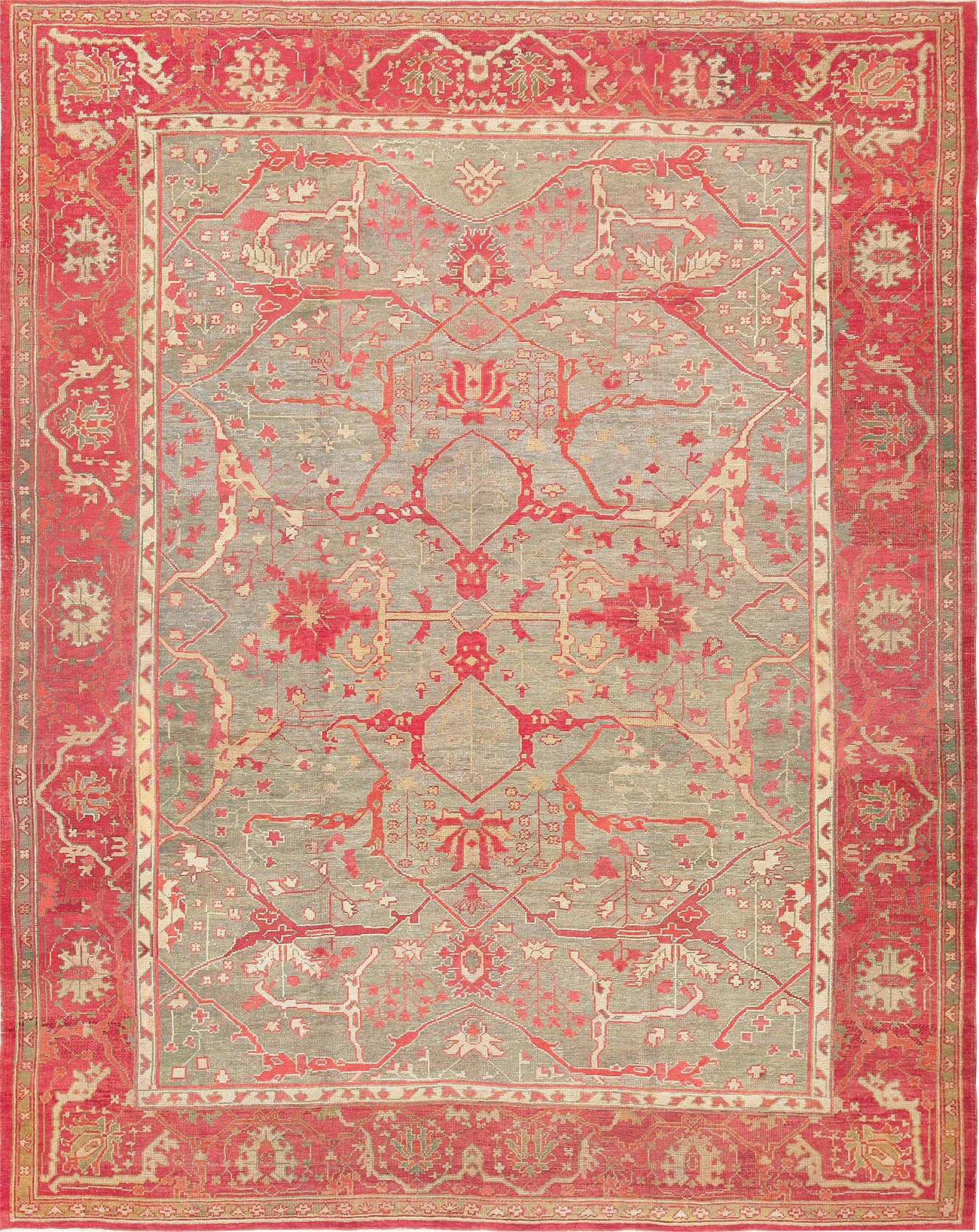
Tappeto Ushak con "fascia a nuvola" bordi e sfondo, disegno periodo Mecidi
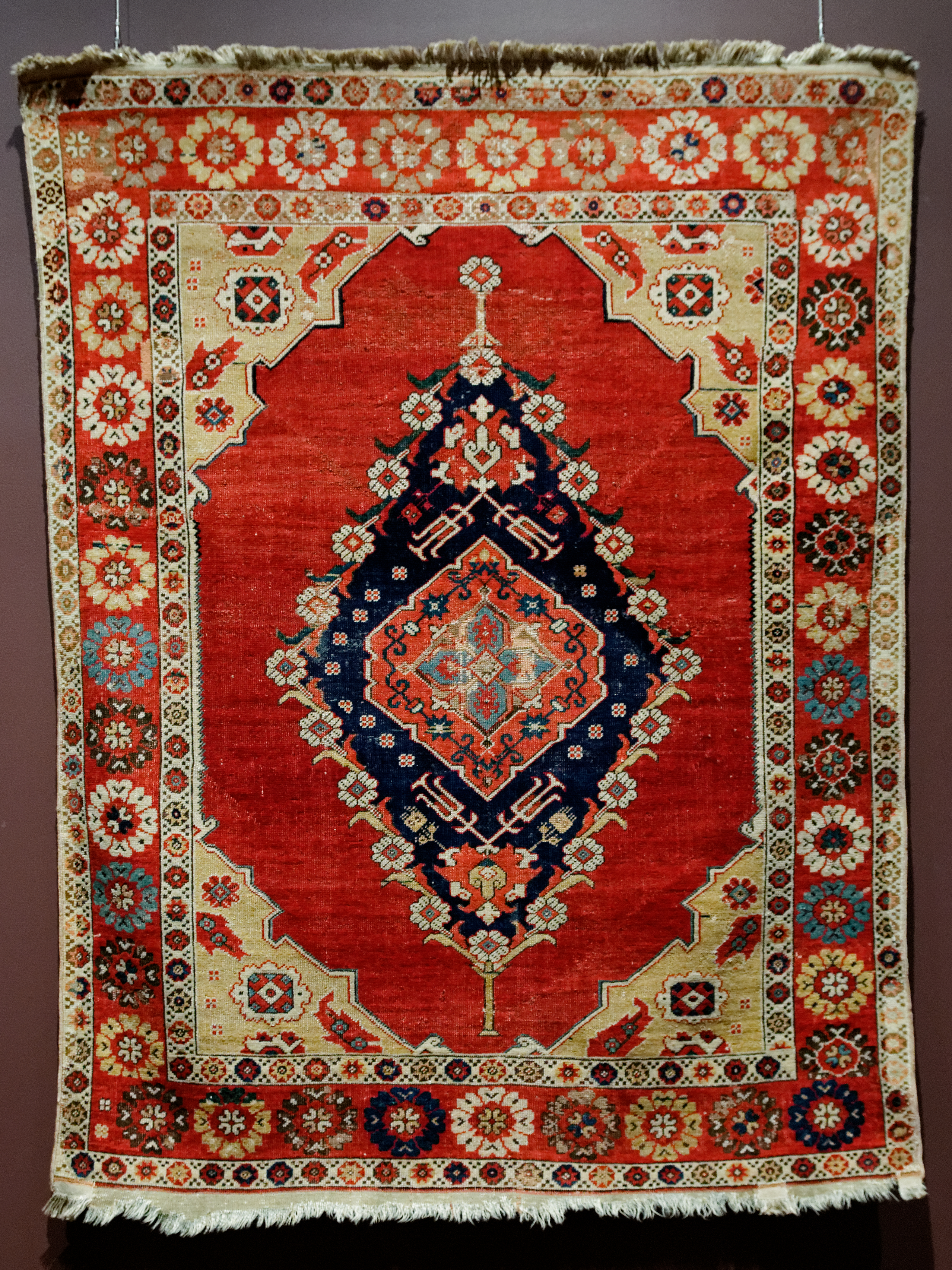
Tappeto "Transilvanico" a doppia nicchia con medaglione centrale

### Disegni di origine islamica: bordi calligrafici, ripetizioni infinite, nicchia di preghiera

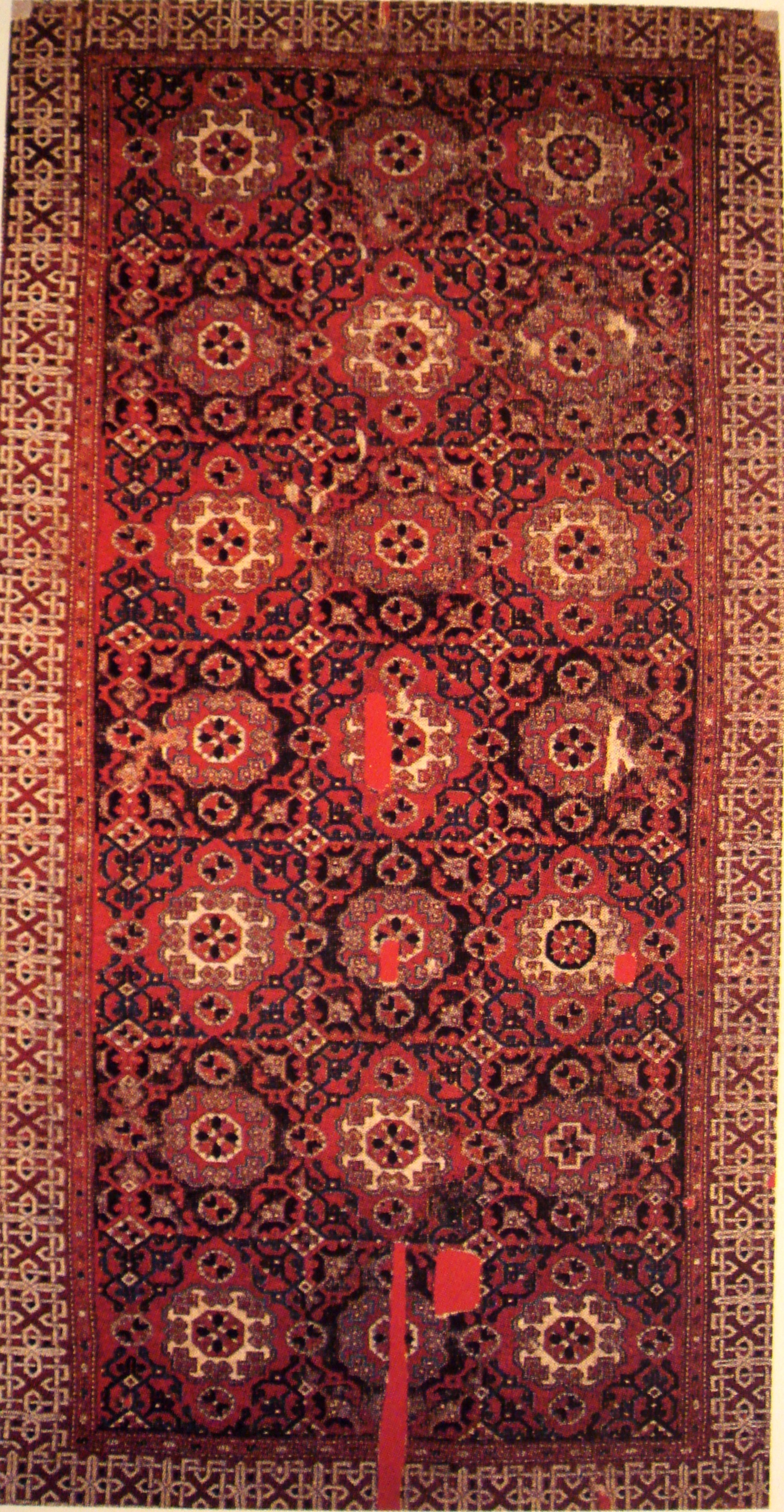
Tappeto Holbein modello piccolo di tipo I con "bordi principali cufici", "ripetizioni di motivo infiniti" sullo sfondo, Anatolia, XVI secolo.
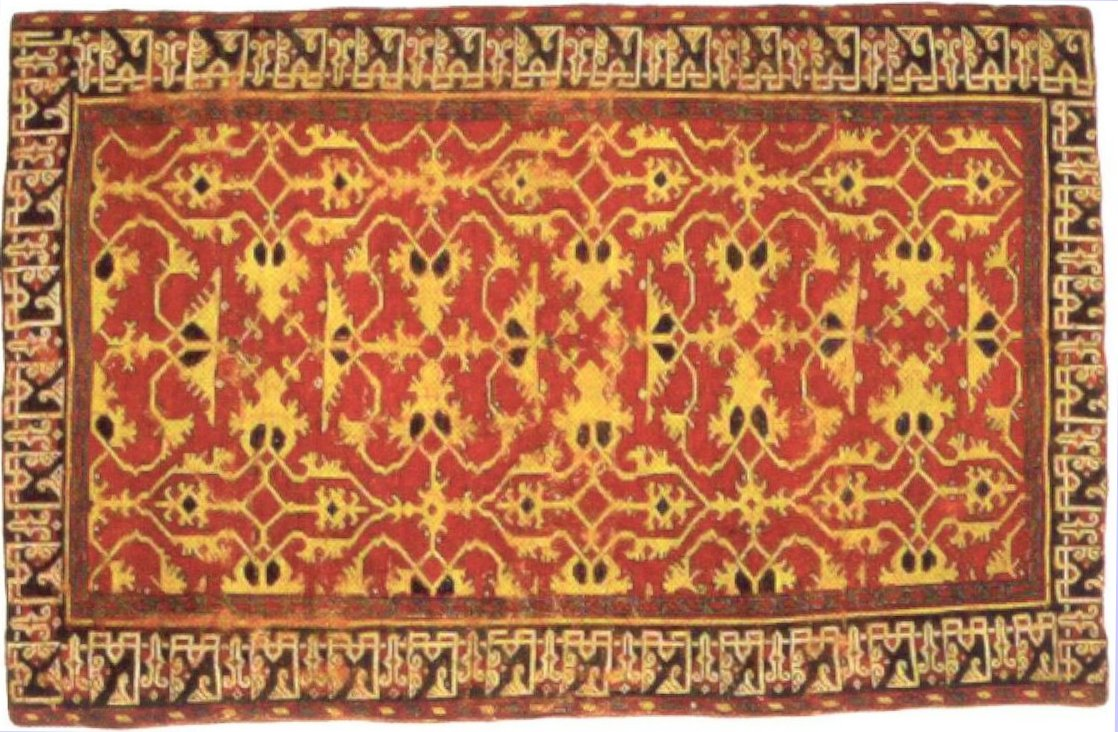
Tappeto Lotto anatolico con "bordi principali cufici e sfondo con "ripetizioni di motivo infinite", XVI secolo, Saint Louis Art Museum.
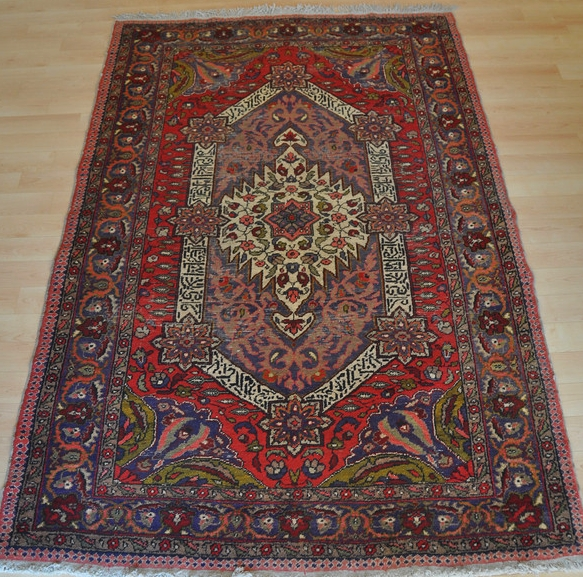
Tappeto Urgup con "bordi interni cufici"
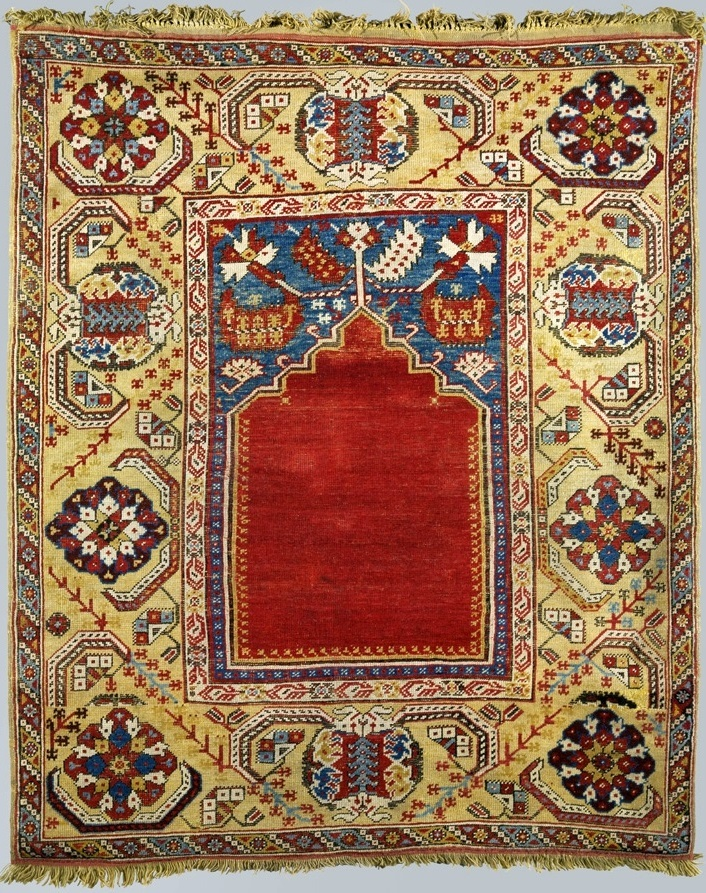
Tappeto turco da preghiera del XVII secolo con nicchia singola; Museo nazionale di Varsavia
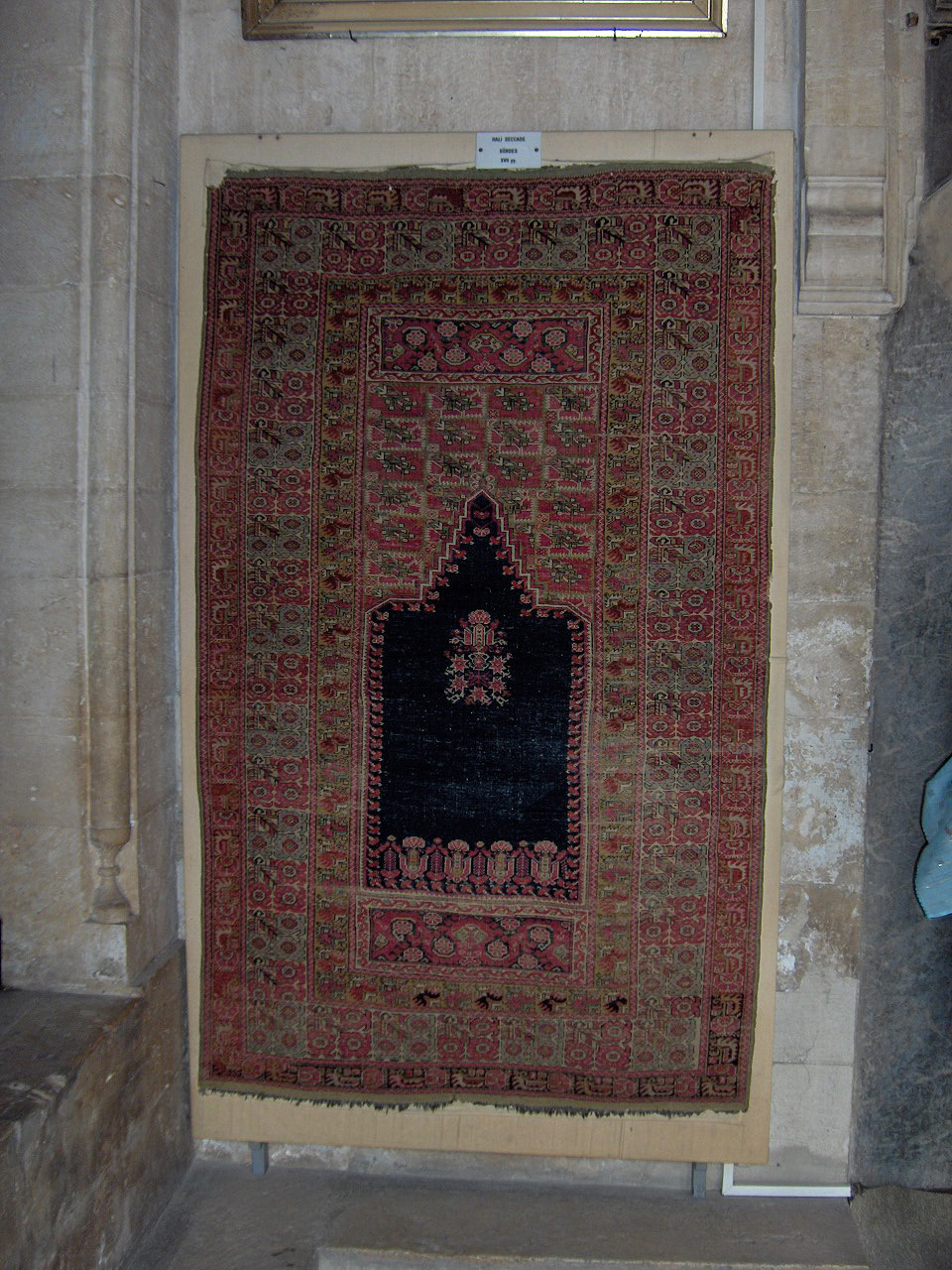
Tappeto da preghiera Kirşehir nicchia singola, Tilavet room, Mausoleo di Mevlana, Konya
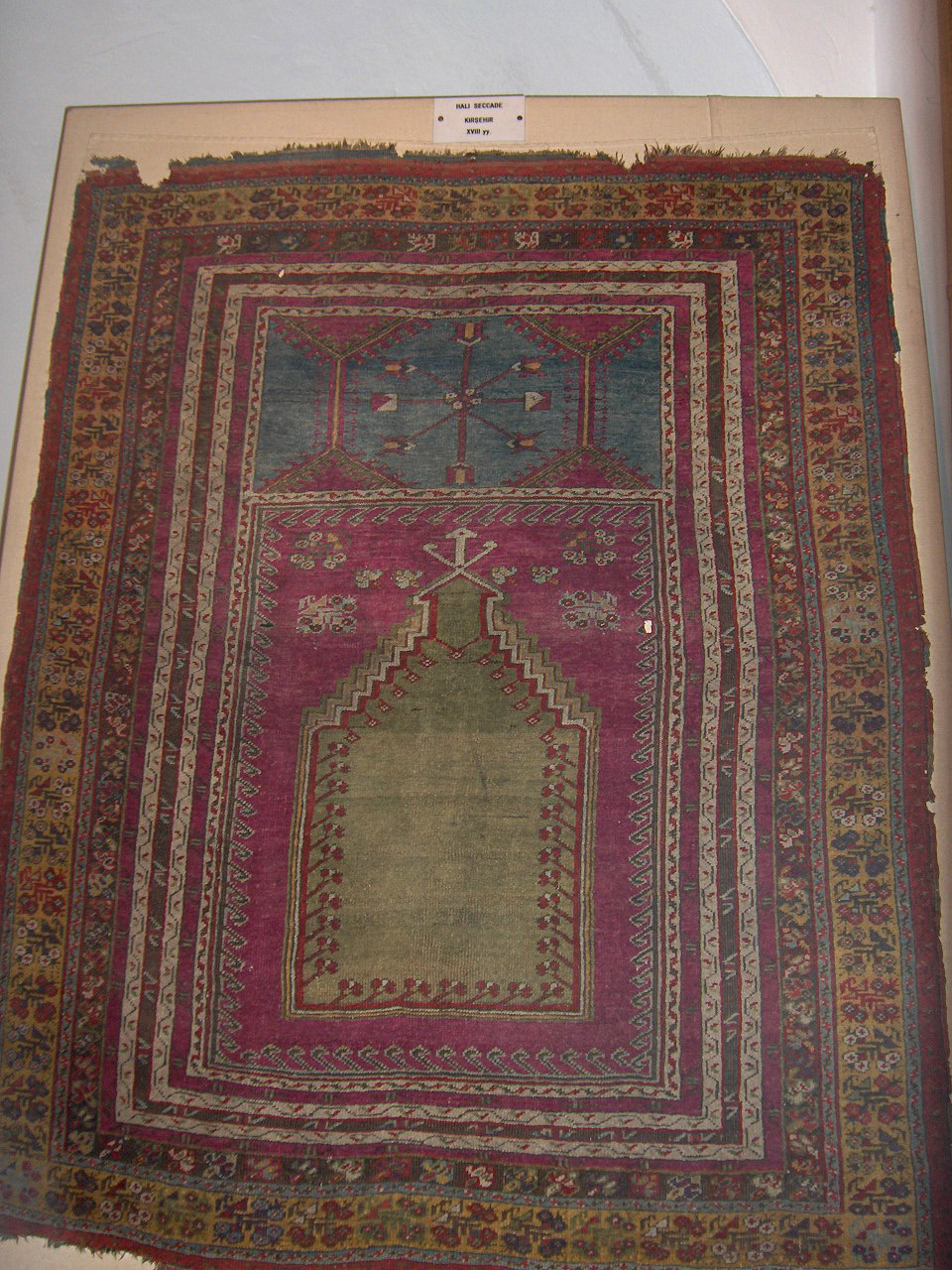
Tappeto da preghiera Kirşehir nicchia singola, XVIII secolo, Mausoleo di Mevlana, Konya
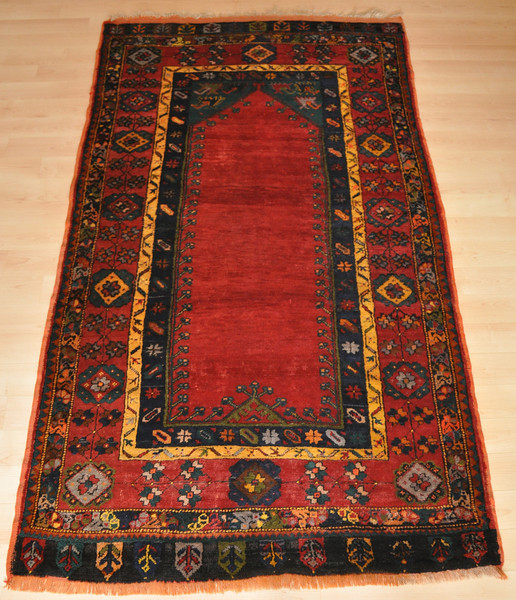
Konya, tappeto da preghiera nicchia singola
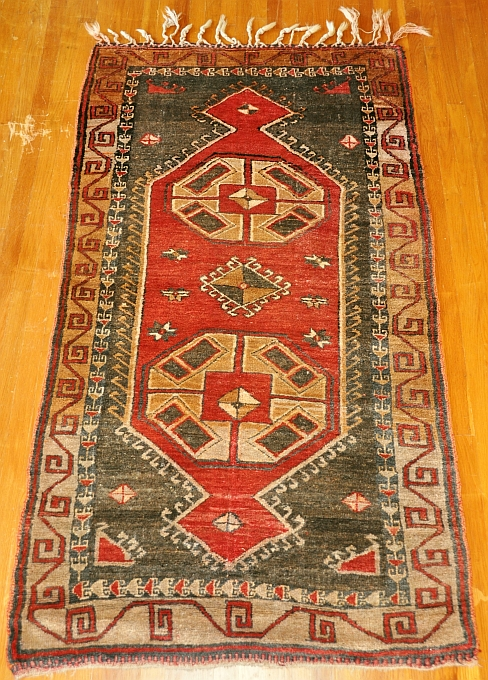
Tappeto Gaziantep da preghiera doppia nicchia
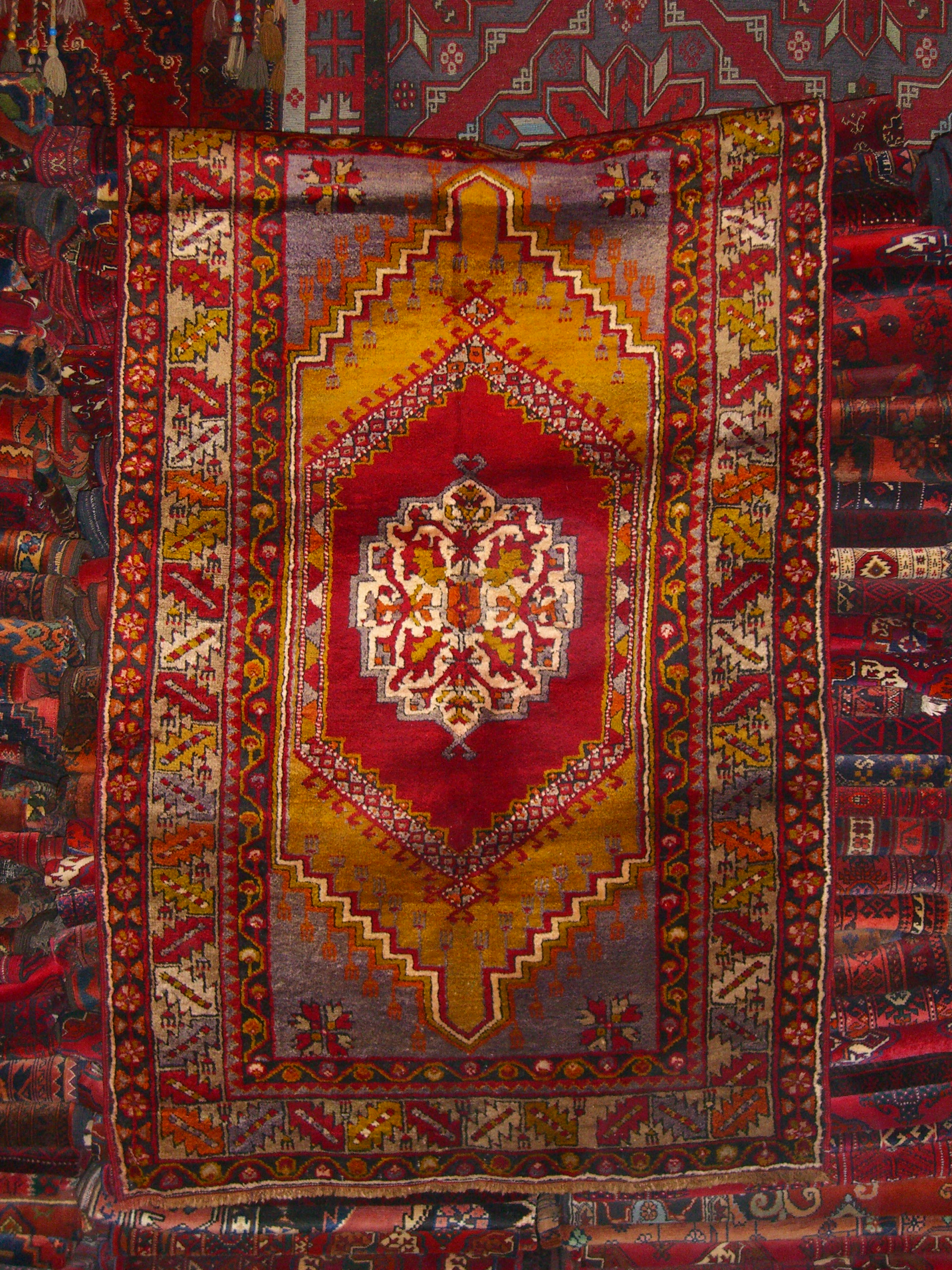
Tappeto da preghiera doppia nicchia, Anatolia centrale
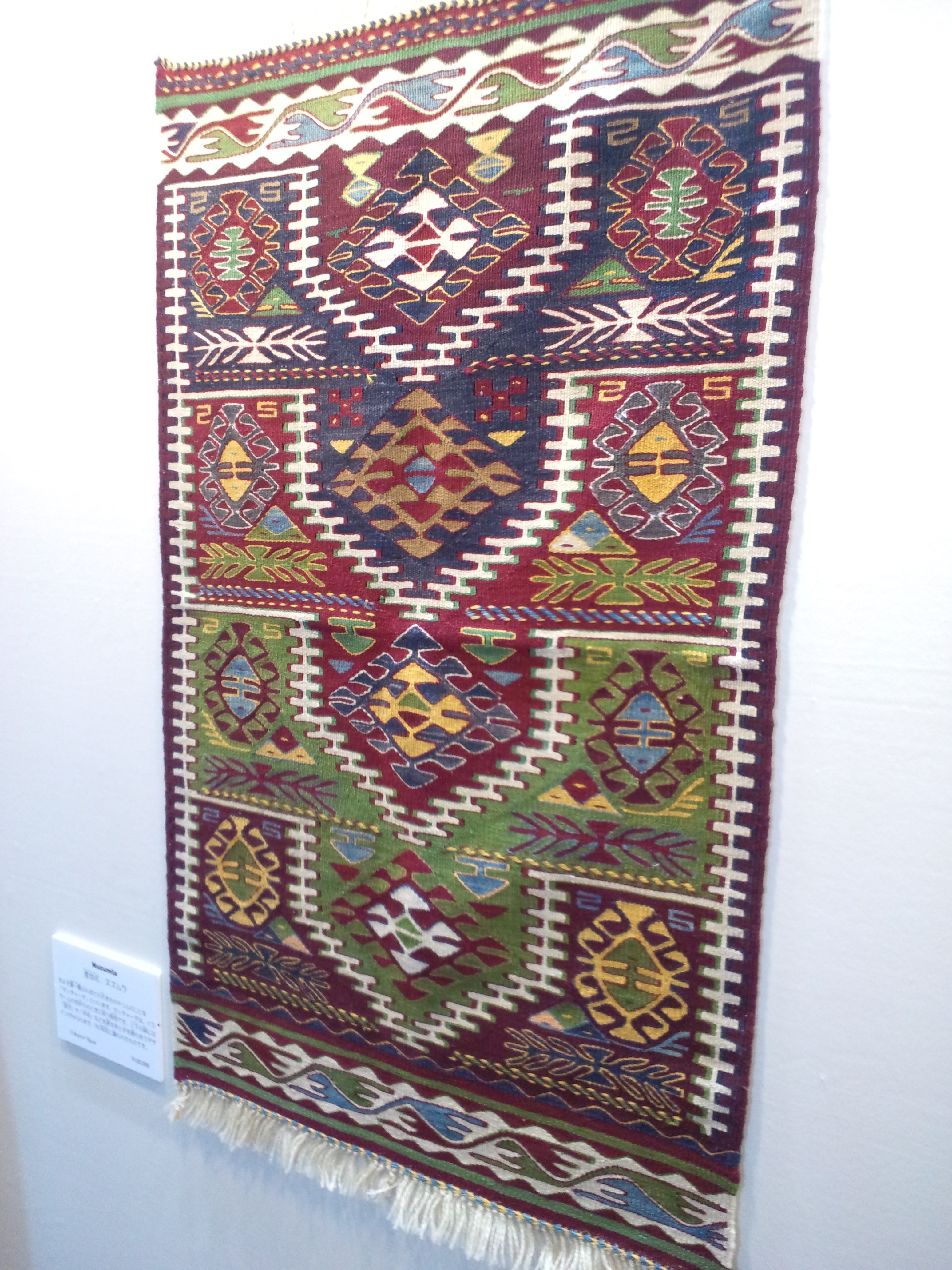
Tappeto da preghiera con nicchie multiple
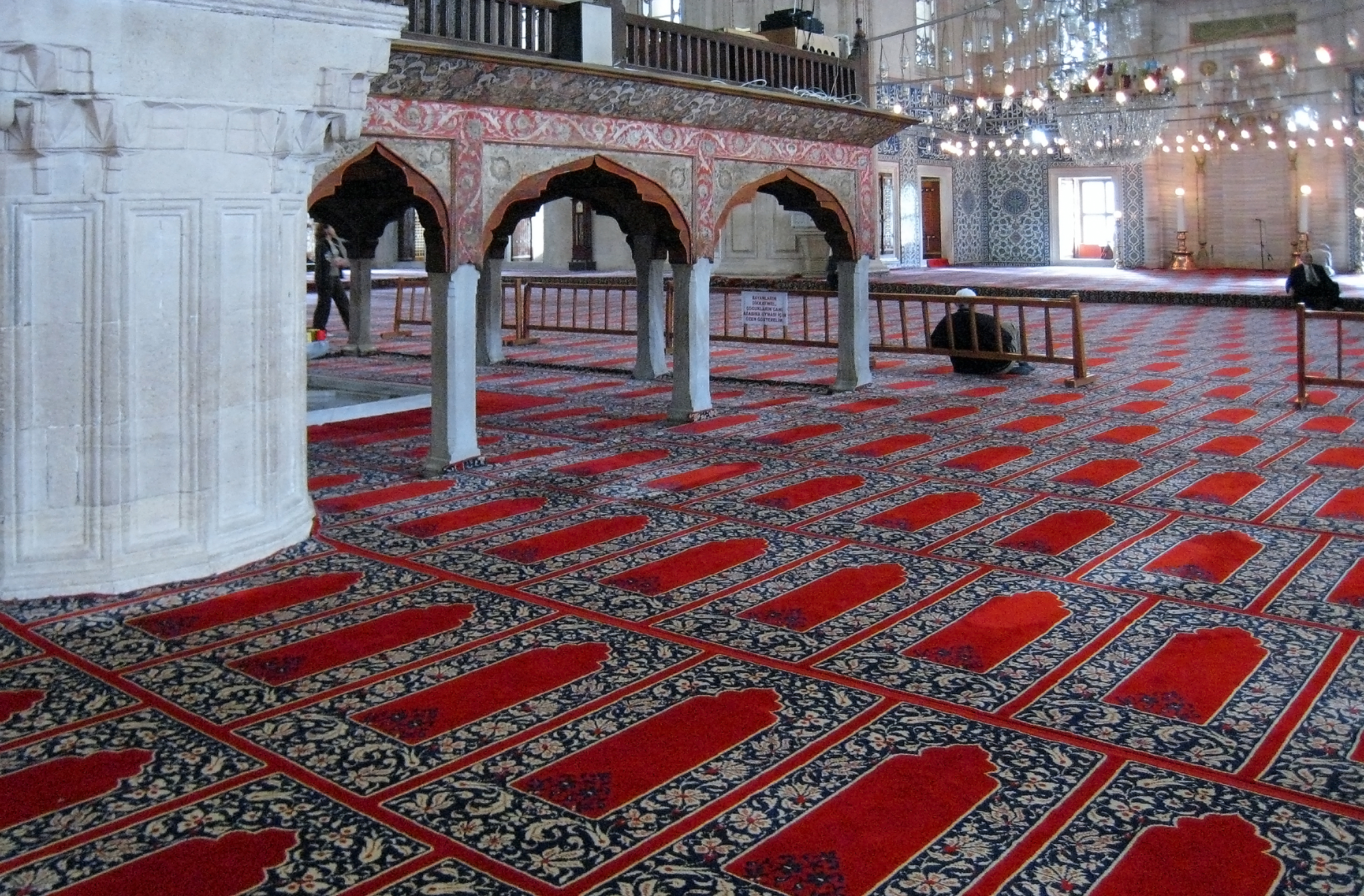
Tappeto da preghiera con nicchie multiple, Edirne, interni Moschea Selimiye
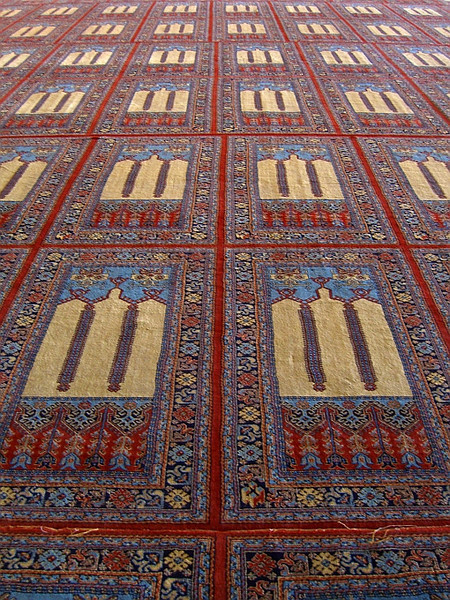
Tappeto da preghiera a nicchie multiple, Moschea Sultan Ahmed, Istanbul

### Tipi
- Tappeto Bergama
- Tappeto Hereke
- Tappeto Konya
- Tappeto Milas
- Tappeto Ushak
- Tappeto Yürük